# MC5
MC5, acronyme de Motor City Five, est un groupe américain de rock originaire de Lincoln Park dans le Michigan, formé en 1964 et considéré comme précurseur du rock'n'roll urbain en pleine période hippie. Le groupe se sépare en 1972.
Réputé pour ses performances scéniques, le groupe a cependant une carrière professionnelle assez courte et est rapidement oublié par ses contemporains après sa séparation. Très souvent cité comme influence majeure par les groupes punk de la fin des années 1970, il acquiert par la suite un statut de « groupe culte ». Son morceau le plus connu, Kick Out the Jams, est repris par de nombreux artistes. Le groupe se reforme en 2003, puis se sépare de nouveau en 2012.
MC5 a été nommé pour le Rock and Roll Hall of Fame en 2002, 2016, 2018 et 2022.

## Biographie

### Débuts (1964–1966)
L'histoire du MC5 commence par une amitié entre deux lycéens américains, tous deux chanteurs et guitaristes, Wayne Kramer et Fred Smith. Passionnés très tôt par le rock 'n' roll naissant, ils forment, encore adolescents, chacun leur propre groupe de rock. Devant les nombreuses défections de musiciens qui préfèrent se concentrer sur leurs études universitaires ou rentrer dans la vie active, les membres les plus décidés des deux groupes unissent en 1964 leurs forces au sein des Headhunters (les Chasseurs de Têtes)[réf. nécessaire].
Forts d'un succès local bientôt suffisant pour pouvoir vivre de leur musique, les musiciens engagent le jeune Rob Derminger comme bassiste, un ami du frère de Kramer, impliqué dans la scène beatnik de Détroit. Rebaptisé Rob Tyner, c'est lui qui propose de changer le nom du groupe en Motor City 5, futur MC5 pour les fans et la presse : Motor City pour le surnom donné familièrement à la ville de Detroit, fief de l'industrie automobile sur laquelle repose l'essentiel de l'activité économique de toute la région, et le 5 correspondant simplement au nombre de musiciens dans le groupe, avec une référence au groupe à succès The Dave Clark Five .
Rob Tyner décide cependant de quitter le groupe, la veille d'un concert, à cause de ses difficultés à apprendre ses partitions de basse.
Début 1965, il réintègre le groupe, mais cette fois en tant que chanteur. À cette époque, la plupart des membres du MC5 sont encore des étudiants et le groupe ne joue que des reprises, ce qui n'empêche pas sa musique, très énergique et inspirée du rock 'n' roll comme du free jazz, d'attirer un public de plus en plus nombreux[réf. nécessaire].
En 1966, les musiciens du MC5 font la connaissance de John Sinclair, un poète et chroniqueur hippie, leader du White Panther Party et fondateur d'un journal underground, condamné plusieurs fois pour possession de marijuana. Davantage amateur de jazz que de rock, il accepte néanmoins de devenir leur « guide » au sein de l'association underground Trans-Love Energies. Très impliqué à l'extrême gauche, Davis a une grande influence sur le groupe, dont les concerts deviennent théâtraux et provocateurs : appels à la révolution, simulacre de meurtre du chanteur, etc. Les MC5 commencent également à consommer des quantités importantes de drogues, notamment du cannabis et du LSD.

### Premiers grands succès (1967–1969)
Jouant presque tous les soirs dans les environs de Détroit, le MC5 gagne bientôt une réputation sulfureuse, relayée par la presse locale qui compare le groupe à un « cataclysme naturel ». En 1968, Trans-Love Energies sort le premier single du groupe, qui contient des morceaux originaux, Lookin at You et Borderline. Les premiers pressages sont épuisés en quelques semaines et le disque atteint les 7 000 ventes à la fin de l'année.
Après les émeutes de Détroit de 1967, le groupe s'installe dans la ville voisine d'Ann Arbor. Il y est remarqué par Jac Holzman, patron d'Elektra Records, qui produit son premier album, enregistré live au Russ Gibb's Grande Ballroom de Détroit, les 30 et 31 octobre 1968, et sort en 1969 sous le titre de Kick Out the Jams. Cet enregistrement public marque l'histoire de la musique rock.

### Déboires et séparation (1970–1972)
En 1970, sur le label Atlantic Records, les MC5 publient l’album studio Back in the USA sur lequel figure une version du morceau Lookin at You, puis High Time (1971) sur le même label, mais le succès va en diminuant et les problèmes de drogue minent de plus en plus le groupe et sa cohésion.
Pendant la tournée anglaise de février 1972, le bassiste Michael Davis est remplacé successivement par Steve Moorhouse, puis Derek Hugues, pour le reste de la tournée européenne qui passe notamment par la France. Le malaise au sein du groupe persiste et, en novembre 1972, Dennis Thompson puis Rob Tyner décident de partir. Après avoir tenté de relancer le compte-tours des Motor City Five en intégrant un nouveau batteur, Richie Dharma, et pris à leur compte le chant pour la tournée en France et en Scandinavie, Wayne Kramer et Fred « Sonic » Smith reviennent aux États-Unis et jouent un dernier concert au Grande Ballroom de Détroit, puis coupent définitivement le moteur du MC5 dans la nuit du 31 décembre 1972.
Le plus grand hit du groupe est sans aucun doute le légendaire Kick Out the Jams qui, accompagné de son fameux « motherfucker », est censuré pour ses paroles injurieuses. Le groupe MC5 est l'un des précurseurs de la vague punk. Certains puristes de la classification les définissent comme faisant partie du mouvement protopunk.

### Post-séparation
Dennis Thompson continue une carrière musicale en formant The New Order début 1975 avec Ron Asheton, le guitariste des Stooges, autre groupe de Ann Arbor, les deux s'associant ensuite aux australiens de Radio Birdman pour fonder l'éphémère mais brillant New Race en 1981.
En 1978, Fred « Sonic » Smith retrouve la flamme avec un groupe nommé Sonic's Rendezvous Band composé du batteur Scott Asheton (ex-Stooges et frère de Ron), du guitariste Scott Morgan (ex-Rationals, présent sur les sessions de High Time) et de Gary Rasmussen à la basse pour créer notamment le morceau City slang. Fred Smith meurt le 4 novembre 1994, laissant une veuve célèbre, la chanteuse et poétesse punk rock Patti Smith.
Wayne Kramer poursuit jusqu'au début du nouveau millénaire une carrière principalement en solo flirtant avec le hardcore. Il côtoie à l'occasion Scott Morgan (Sonic's Rendezvous Band), Denis Tek (Radio Birdman et New Race) au sein de Dodge Main à partir de 1996.
Rob Tyner enregistre un single avec le célèbre groupe britannique de pub rock à l'énergie punk Eddie and the Hot Rods. Il meurt en 1991.

### Retour et nouvelle séparation (2003–2012)

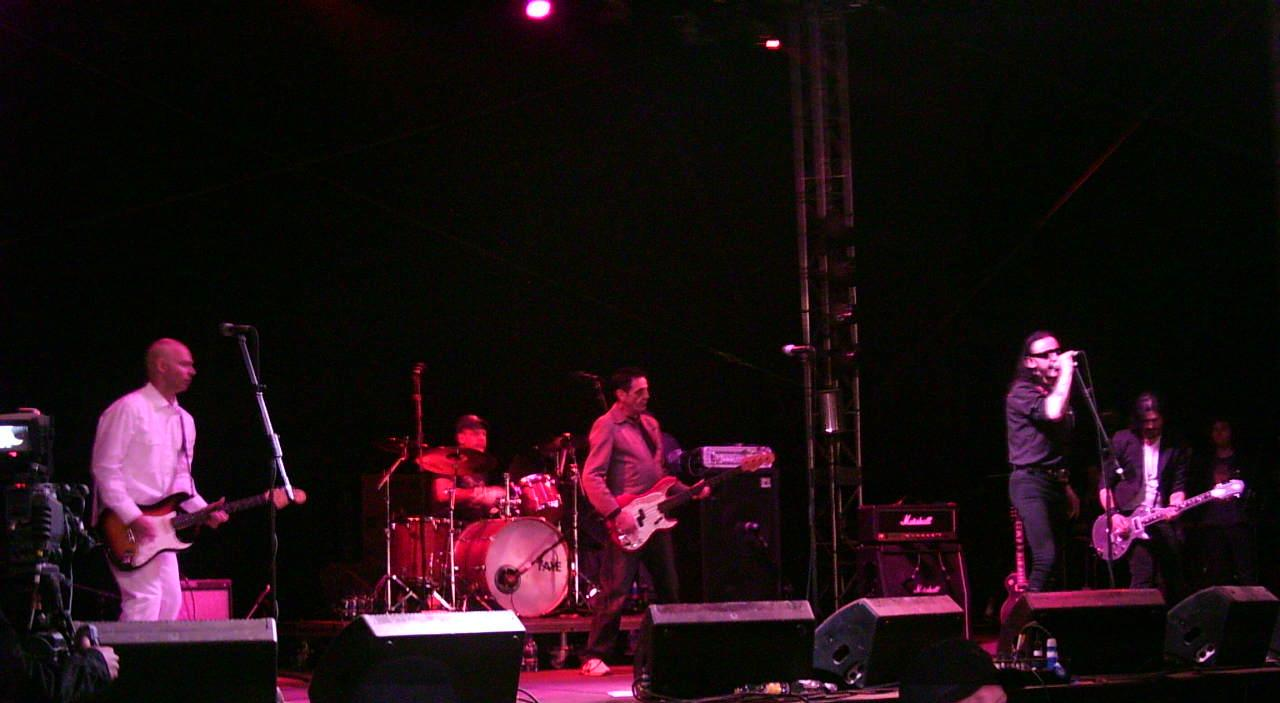
MC5 et Lemmy au Download Festival de 2005.

En 2003, Wayne Kramer, Michael Davis et Dennis Thompson forment le groupe DKT-MC5 pour une série de concerts annoncés comme une célébration de la musique des MC5, auxquels sont invités sur scène Ian Astbury (The Cult), Lemmy Kilmister (Motörhead), Dave Vanian (The Damned), Deniz Tek (Radio Birdman), William DuVall (Alice in Chains) et Nick Royale (Hellacopters).
En 2006, c'est la charismatique chanteuse de The Bellrays Lisa Kekaula qui accompagne les trois vétérans dans une nouvelle tournée européenne, dont un DVD, intitulé Sonic Revolution: a Celebration of the MC5, témoigne de l'événement.
Michael Davis meurt le 16 février 2012, à l'âge de 68 ans, ce qui met un terme au groupe. 
Douze ans plus tard, les deux derniers membres emblématiques du MC5, Wayne Kramer et Dennis Thompson, décèdent respectivement les 2 février et 9 mai 2024.

## Membres

### Premiers membres
- Wayne Kramer - guitare électrique (1963-1972, 1992, 2003–2012 ; décédé en 2024)
- Fred « Sonic » Smith - guitare électrique, chant (1964-1972, 1992), basse (1963-1964 ; décédé en 1994)
- Rob Tyner - chant (1965-1972), basse (1964 ; décédé en 1991)
- Michael Davis - guitare basse (1965-1972, 1992, 2003-2012 ; décédé en 2012)
- Dennis Thompson - batterie (1965-1972, 1992, 2003–2012 ; décédé en 2024)

### Anciens membres
- Leo LeDuc - batterie (1963-1964)
- Billy Vargo - guitare (1963-1964)
- Bob Gaspar - batterie (1964–1965)
- Patrick Burrows - basse (1964–1965)
- Steve « Annapurna » Moorhouse - basse (1972)
- Derek Hughes - basse (1972)
- Ray Craig - basse (1972)
- Ritchie Dharma - batterie (1972)
- Handsome Dick Manitoba - chant (2005–2012)

## Discographie

### Albums studio
- 1969 - Kick Out the Jams
- 1970 - Back in the USA
- 1971 - High Time
- 2024 - Heavy Lifting

### Compilation
- 1983 - Babes in Arms (Démos, versions expérimentales et non censurées, raretés)
- 1994 - Power Trip (Compilation Live)
- 2000 - The Big Bang!: Best of the MC5

### Singles
- 1967 : I Can Only Give You Everything
- 1967 : One of the Guys
- 1968 : Looking at You
- 1968 : Borderline
- 1969 : Kick Out the Jams
- 1969 : Motor City is Burning
- 1969 : Tonight
- 1970 : Shaking Street
- 1970 : The American's Ruse
- 1971 : Over and Over
- 1971 : Sister Anne